# Лугцентрокуз
48°34′53″ пн. ш. 39°20′00″ сх. д. / 48.58139° пн. ш. 39.33333° сх. д.
Лугцентрокуз (повна назва Приватне акціонерне товариство «Лугцентрокуз імені С. С. Монятовського») — українське залізничне машинобудівне підприємтво в місті Луганську. Як окрема одиниця засноване 1991 року на основі ковальсько-пресувального цеху Луганського тепловозобудівного заводу.

## Історія

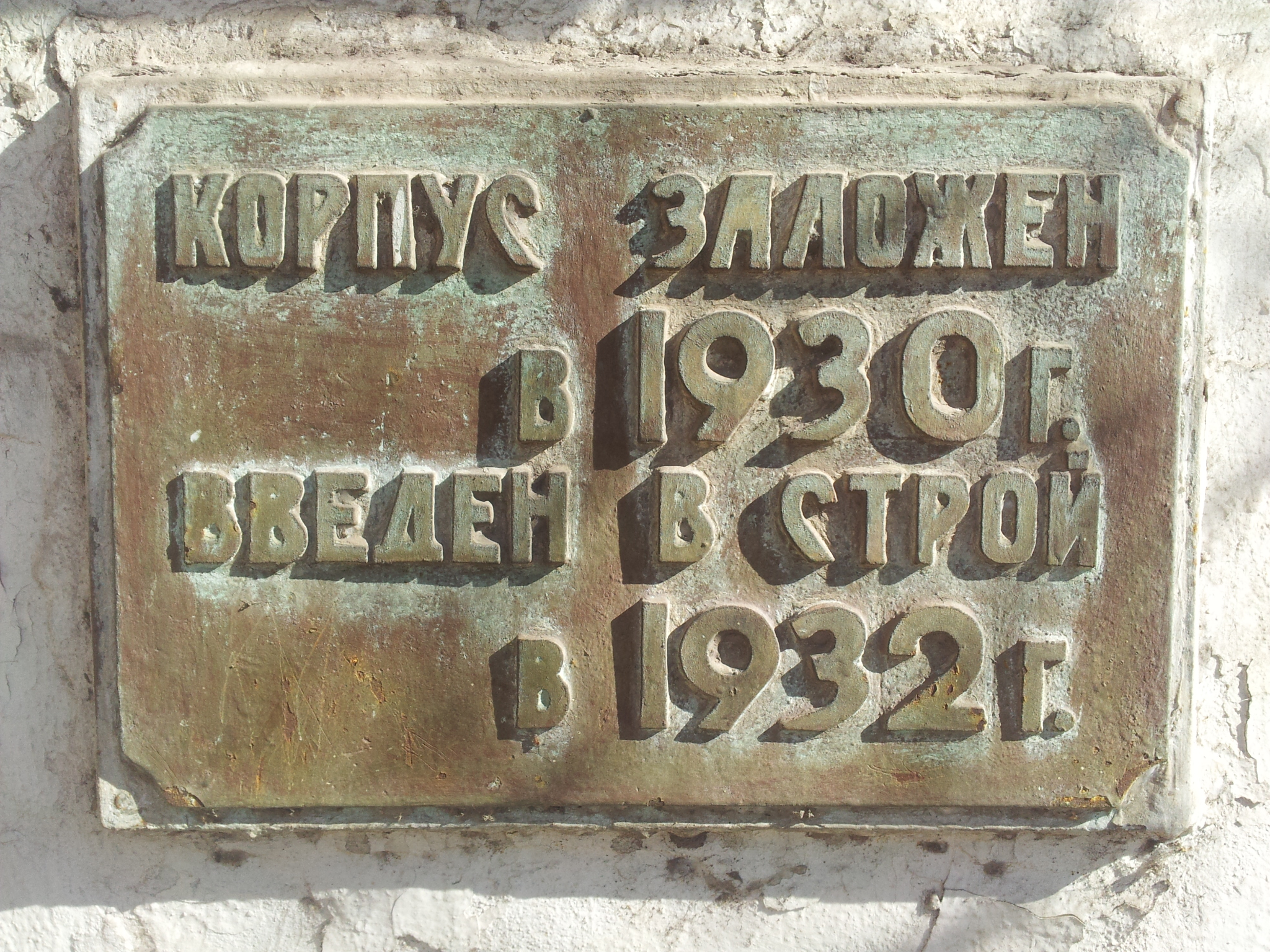
На будівлі Лугцентрокузу.

Підприємство належить до когорти луганських підприємств, що виникли на основі паротягобудівного заводу, заснованого 1896 року німецьким промисловцем і фінансистом Ґуставом Гартманом, до складу якого входила парова кузня.
Після Революції і до 1991 року — складова частина цього заводу, зокрема відомого як Ворошилівградський завод Жовтневої Революції (ВЗЖР).
У 1928—1933 роках будівельним управлінням «Луганбуд» була проведена велика реконструкція Луганського паровозобудівного заводу. Під час неї була зведена сучасна основна будівля підприємства.
У сімдесяті роки XX століття Луганський тепловозобудівний завод випускав до 1500 секцій тепловозів на рік, що становило 96% від загальної кількості магістральних тепловозів Радянського Союзу.
Головними країнами експорту стали Німеччина, Угорщина, Польща, Чехословаччина, Болгарія, Єгипет, Сирія, Індія, Іран, Монголія, Північна Корея, Куба. Загалом за той час експортовано близько 4000 магістральних локомотивів.

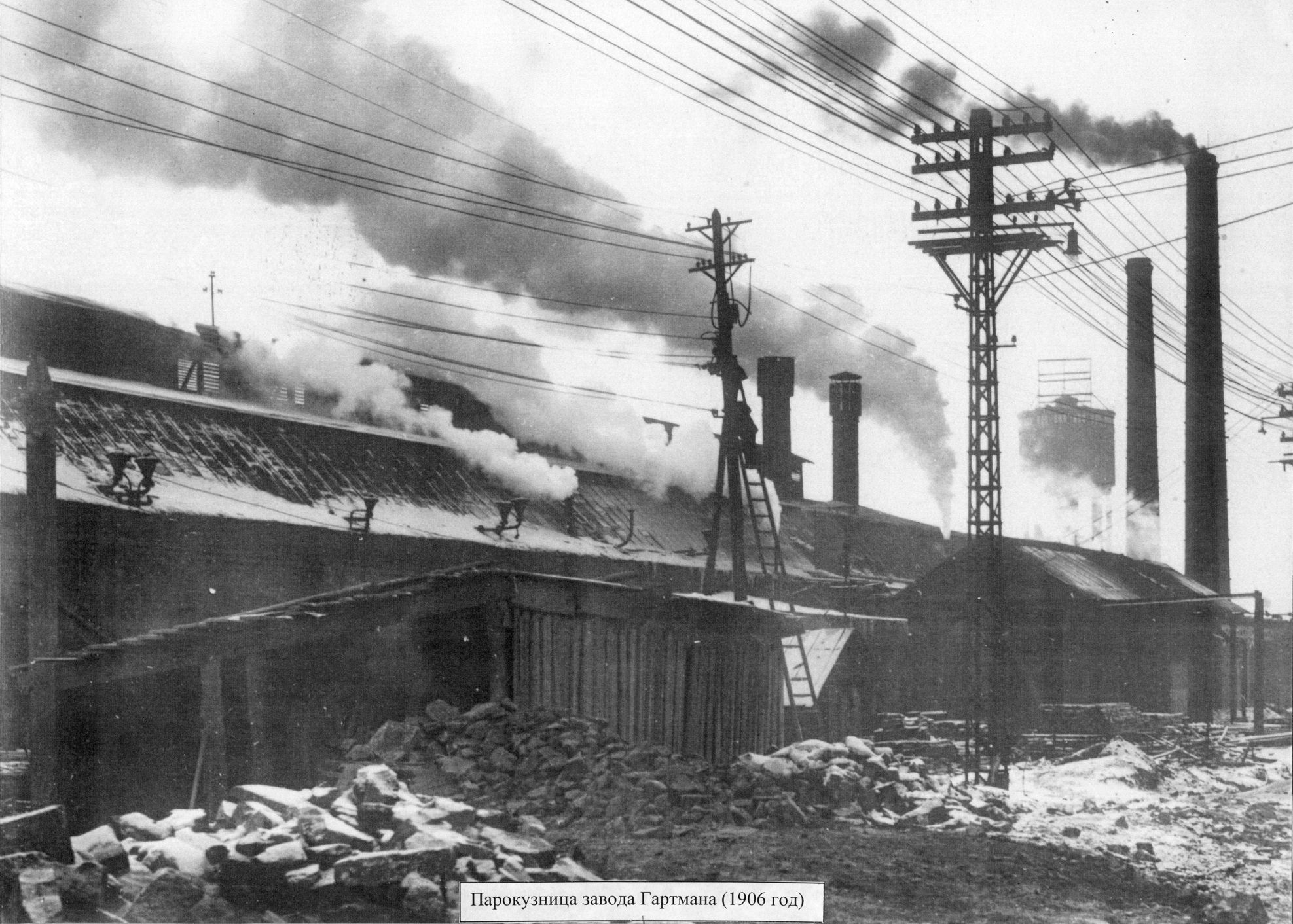
1906 рік
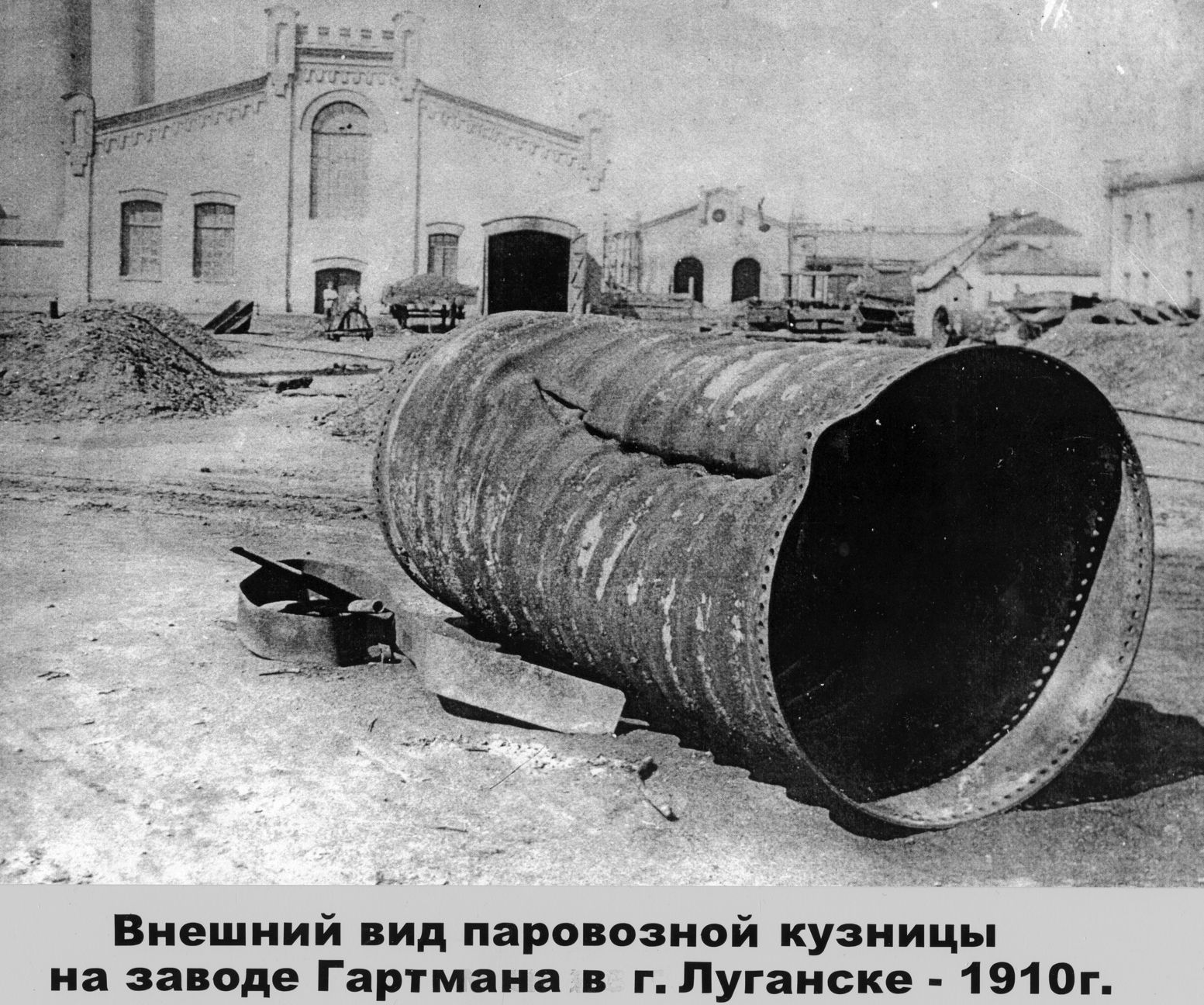
1910 рік
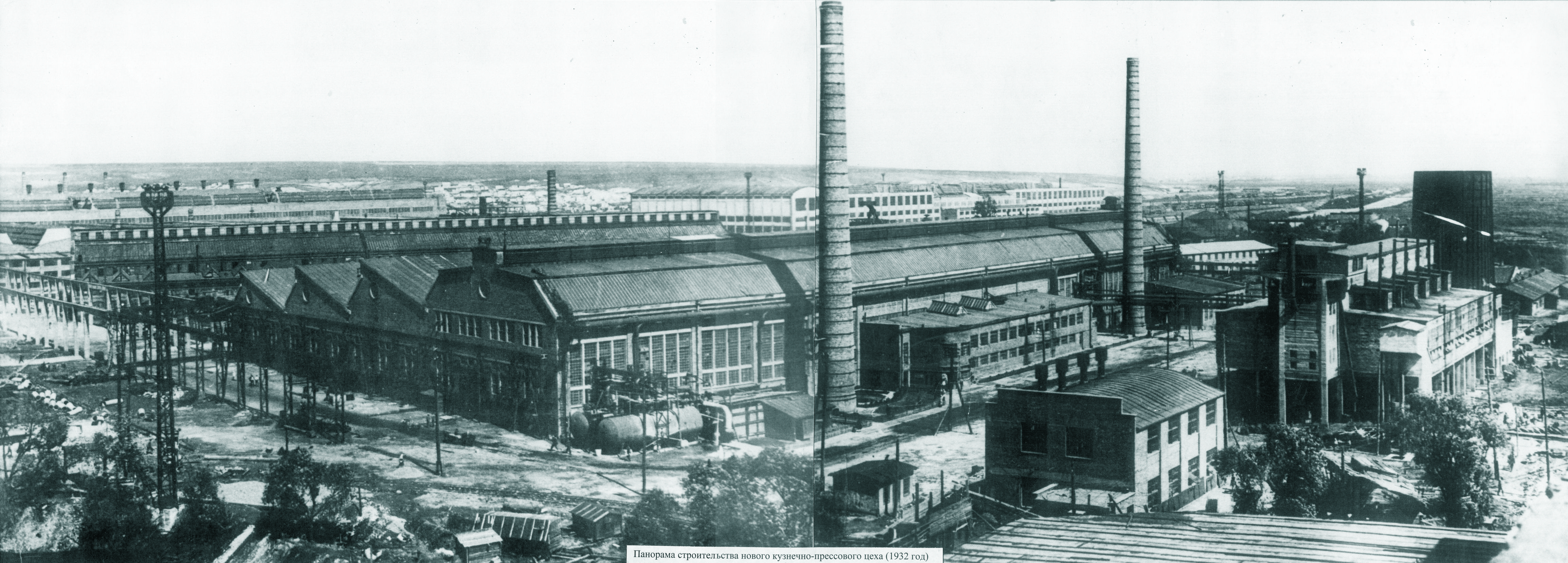
1932 рік
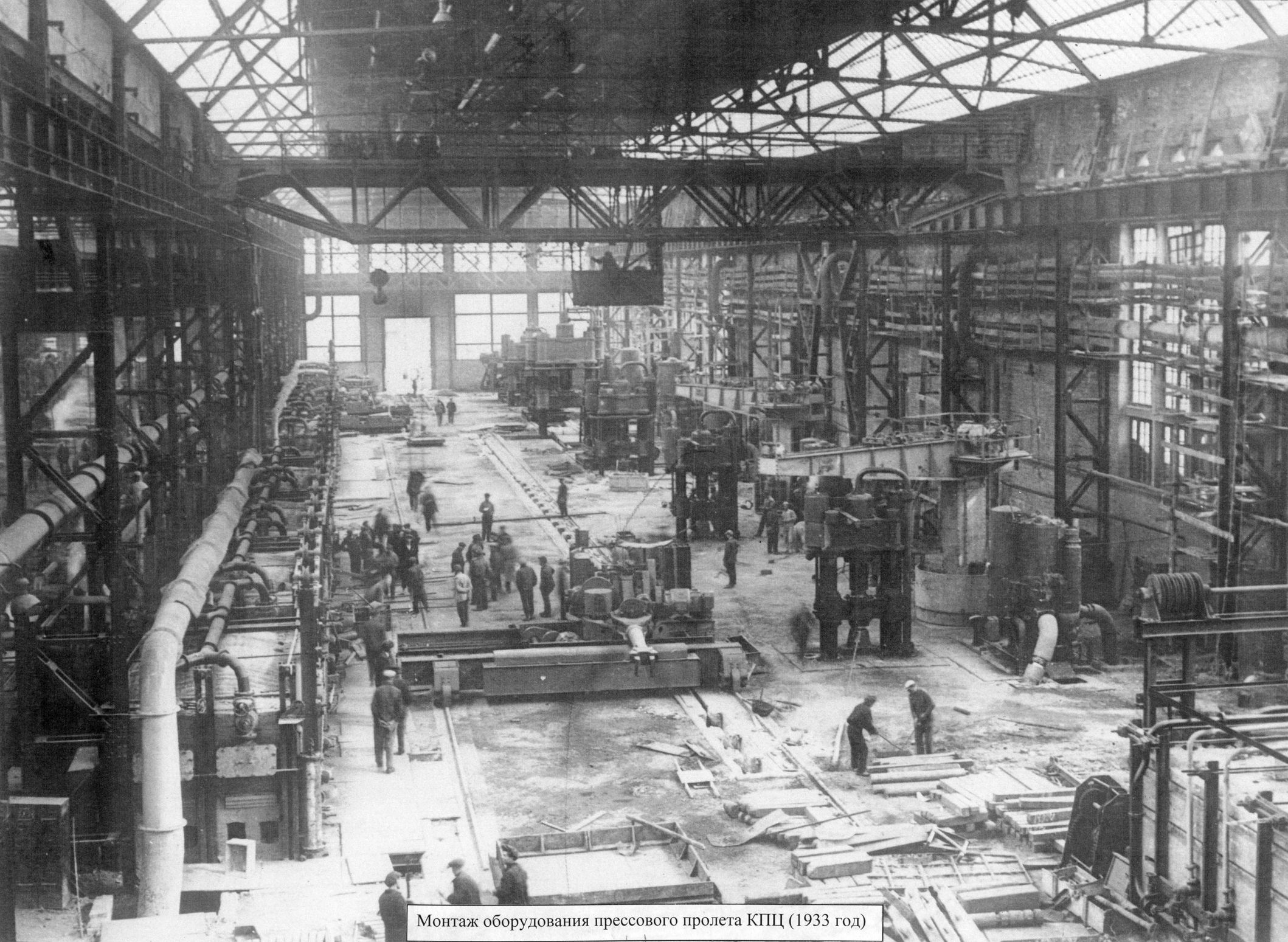
1933 рік
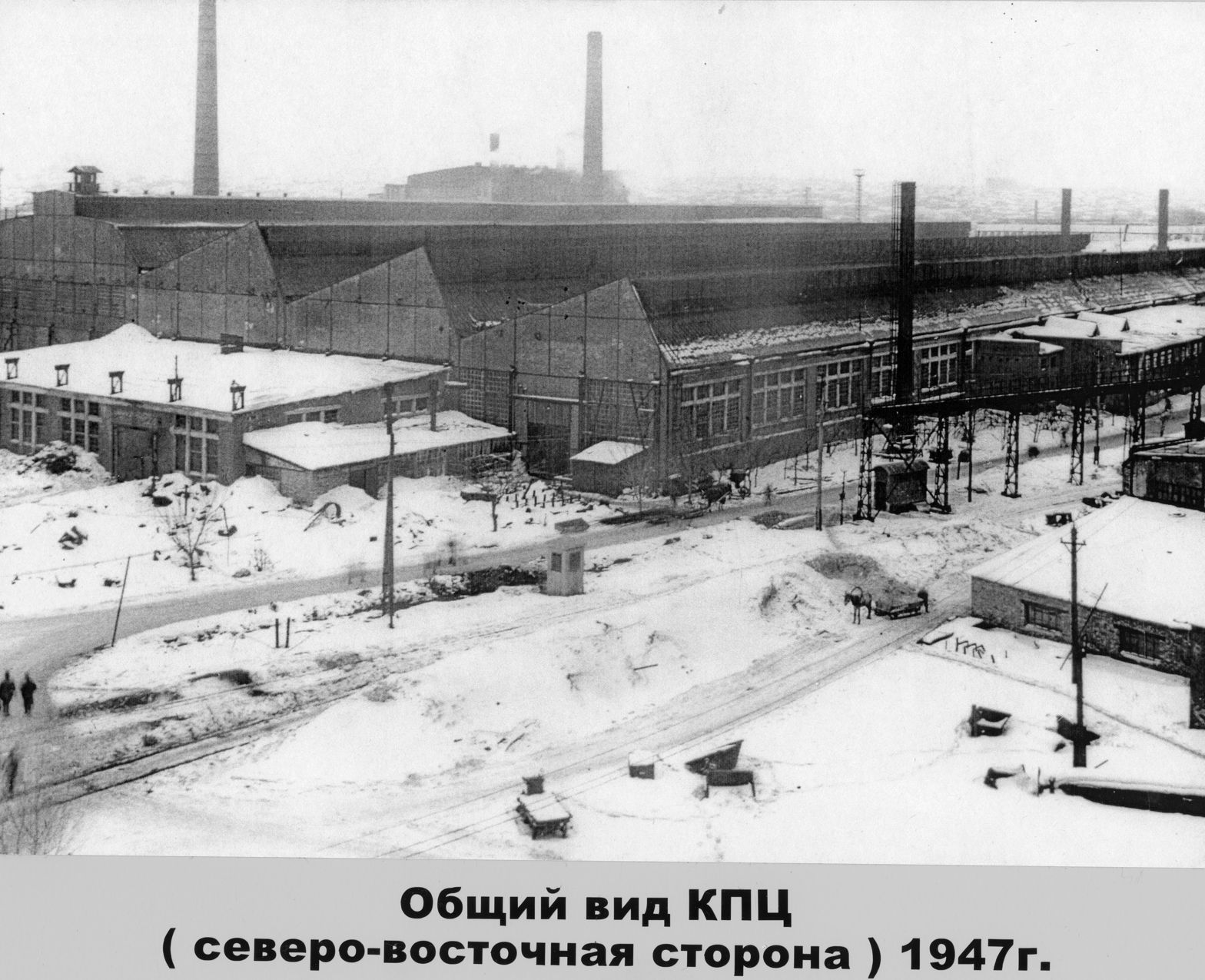
1947 рік

## Сучасний стан

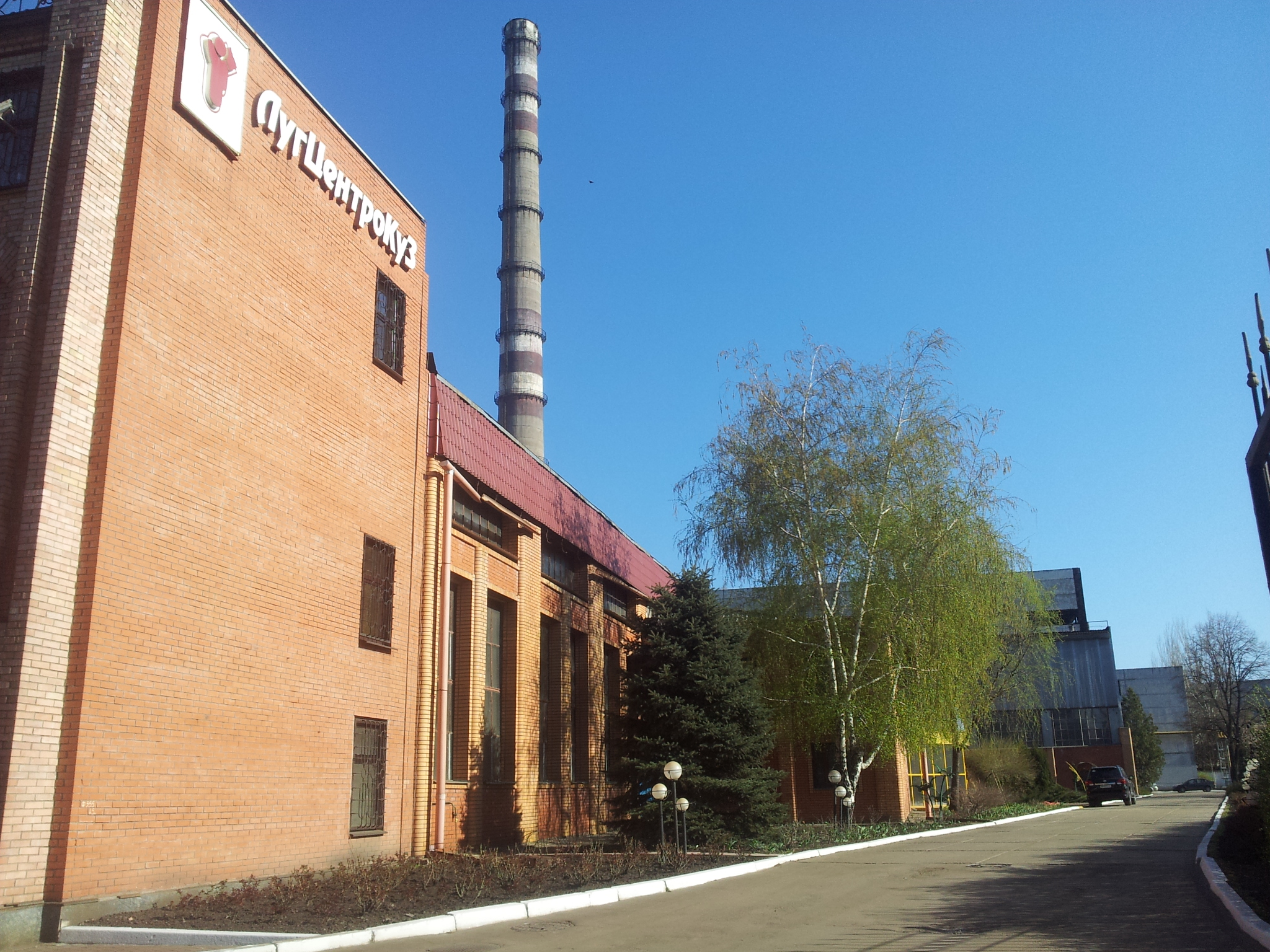
Будівля підприємства.

Після здобуття Україною Незалежности 1991 року на основі ковальсько-пресового цеху (рос. кузнечного, звідки й назва підприємства) засновано Орендне підприємство «Лугцентрокуз» (Луганський центральний кувальний завод). 1992 року перейменовано на Закрите акціонерне товариство. Першим керівником незалежного підприємства став Станіслав Монятовський.
За подальші роки введено в експлуатацію кілька нових виробництв: електросталеплавильне, штампового оснащення, механозбиральне, пружинно-ресорне, — а також центр випробувань.
Станом на 2013 рік продукція експортується до:
- Австрія
- Білорусь
- Болгарія
- Замбія
- Індія
- Індонезія
- Іспанія
- Казахстан
- Канада
- КНР
- Німеччина
- Пакистан
- Польща
- Росія
- Румунія
- Сербія
- Словаччина
- Фінляндія
- Чехія
- Швейцарія